# Hrabstwo Edwards (Teksas)

Piramida wieku hrabstwa

Hrabstwo Edwards – rolnicze hrabstwo w USA, w południowo–zachodnim Teksasie, na południowym krańcu płaskowyżu Edwardsa. Utworzone w 1858 r. Siedzibą hrabstwa jest Rocksprings. Według spisu w 2020 roku populacja hrabstwa spadła do 1422 osób, co sprawia, że hrabstwo jest wśród 10-ciu najsłabiej zaludnionych hrabstw Teksasu. Połowa mieszkańców to Latynosi.
Podobnie jak sąsiednie Sutton, Val Verde i Kimble, hrabstwo Edwards posiada jedne z większych stad kóz w Stanach Zjednoczonych (17,3 tys. w 2017 roku), oraz ósme co do wielkości pogłowie owiec w Teksasie (20,6 tys. w 2017 roku). 94% areału gospodarstw stanowią obszary pasterskie, ponadto w hrabstwie uprawia się orzechy pekan.

## Geografia
Wschodnia część hrabstwa ma ogólnie pofałdowany teren, z licznymi wzgórzami i jaskiniami. Obszar zachodni jest przeważnie płaski.

### Sąsiednie hrabstwa
- Hrabstwo Sutton (północ)
- Hrabstwo Kimble (północny wschód)
- Hrabstwo Kerr (wschód)
- Hrabstwo Real (południowy wschód)
- Hrabstwo Uvalde (południowy wschód)
- Hrabstwo Kinney (południe)
- Hrabstwo Val Verde (zachód)

### Miasto
- Rocksprings